# Akira Santillan
Akira Santillan (アキラ サンティラン Santiran Akira?), nacido el 22 de mayo de 1997) es un tenista australiano nacido en Japón.
En marzo de 2015, Santillan optó por jugar bajo la bandera japonesa en su lugar debido a una relación díscola con Tenis Australia. Volvió a jugar bajo la bandera de Australia en 2017.

## Carrera
Su mejor ranking individual es el N.º 196, mientras que en dobles logró la posición 265 el 17 de julio de 2017.
No ha logrado hasta el momento títulos de la categoría ATP, ha obtenido un título en individual en la ATP Challenger Tour y varios títulos Futures tanto en individuales como en dobles.

## Títulos Challenger
| Leyenda               | Individuales | Dobles |
| --------------------- | ------------ | ------ |
| ATP Challenger Series | 1            | 0      |

### Individual (1)
| N.º | Fecha               | Torneo                 | Superficie | Oponentes           | Resultado   |
| --- | ------------------- | ---------------------- | ---------- | ------------------- | ----------- |
| 1.  | 15 de julio de 2017 | Challenger de Winnetka | Dura       | Ramkumar Ramanathan | 7–6(1), 6–2 |